# Khalid Jaafar
Khalid J., surnommé Papkind, né en 1984 à Amsterdam (Pays-Bas), est un criminel néerlandais d'origine marocaine spécialisé dans le trafic de drogue et les assassinats dans le conflit Mocro-oorlog.
Khalid J. est un criminel membre de l'organisation Ridouan Taghi. Il est l'un des plus grands tueur à gages qu'a connu les Pays-Bas dans les années 2010. Le 19 janvier 2020, il est arrêté à Dubaï aux Émirats arabes unis grâce à Interpol.

## Biographie

### Enfance
Khalid J. naît à Amsterdam dans une famille marocaine. Il grandit à Amsterdam-Zuid et adopte le surnom Oog et Papkind lors de sa jeunesse dans le quartier De Pijp.

### Mocro-oorlog
Papkind est un ancien nom de la Mocro Maffia, son nom apparaît déjà lors des premières fusillades en rapport avec le vol des 200 kg de cocaïne au Port d'Anvers. Il est notamment un ancien bras droit du réseau de Gwenette Martha, avant que ce dernier soit assassiné. Le ministère public des Pays-Bas soupçonnent Khalid Jaafar d'avoir préparé l'assassinat de Benaouf sous Gwenette Martha.
Après l'assassinat de Gwenette Martha, Naoufal Fassih prend le relais. Khalid J. devient alors un membre actif du réseau dirigé par Naoufal Fassih et son bras droit Rico Le Chilien. Dans le réseau, il tient le poste de coordinateur en duo avec Youssef alias 'Skoef'.
- Le 5 octobre 2012, Papkind et Noffel sont victimes d'une altercation générale survenue à la discothèque Jimmy Woo d'Amsterdam[2]. Lorsque la police arrête Khalid J, il est en possession de 10.000 euros en cash et d'un faux passeport[3].

- Le 31 octobre 2012, il planifie l'assassinat de Benaouf sous organisation de Gwenette Martha. La fusillade qui éclate fait état de deux morts dans le quartier Staatsliedenbuurt à Amsterdam. La seule personne qui s'en sort indemne est Benaouf qui parvient à s'enfuir[4].

- Le 20 février 2014, Khalid J. rend service à son organisation et assassine Alex Gillis.

- Le 13 juillet 2014, Khalid J. commet sa première erreur et tire sur une mauvaise cible. Stefan Regalo Eggermont décède sur place[5].

- Le 3 septembre 2014, un homme iranien du nom de Massod Amin Hosseini est assassiné dans le quartier d'Osdorp à Amsterdam. Il s'agissait d'une mauvaise cible. Papkind est suspecté d'avoir joué un rôle dans cet assassinat, ayant pour but d'assassiner Omar Lkhorf, un membre du réseau Benaouf.

- Le 8 décembre 2014, Luana Luz Xavier est froidement assassinée à Amstelveen. La femme était la copine du criminel marocain Najib Ziggy Himmich, qui était également un ancien membre du réseau de Gwenette Martha. La famille de Luana Xavier accusera Khalid J. de l'assassinat de la jeune femme. La famille explique également qu'ils ont menacé Khalid de se rendre au commissariat pour parler avec la police. C'est pour cette raison que Khalid J. et Rico Le Chilien ont décidé de mettre un terme à la vie de la jeune femme.

- Le 27 décembre 2014, Khalid J. est présent au Panama lors de l'assassinat de Khalid Jaafar. Le ministère public soupçonne Papkind d'avoir joué un rôle dans cet assassinat. Khalid Jaafar est un Néerlando-Marocain issu du quartier De Pijp à Amsterdam[6].

Khalid a d'ailleurs été acquitté en 2015 à la suite de la possession d'une arme à feu après la fusillade survenue en 2012 dans le quartier de Staatsliedenbuurt à Amsterdam contre l'organisation de Benaouf. Il entre en prison pendant sept mois.
- Le 21 juin 2019, Khalid J. fixe un rendez-vous avec les avocats Nico Meijering et Leon van Kleef dans un hôtel à Dubaï. Lors de cet entretient, Daniel Kinahan de la mafia irlandaise accompagne Khalid Jaafar vêtu d'une casquette et de lunettes. La scène est filmée par une caméra de surveillance. La DEA américaine (Drug Enforcement Administration) soupçonne Daniel Kinahan de collaborer avec Ridouan Taghi, Rico Le Chilien, Raffaele Imperiale de la mafia italienne et Edin G. dans la Costa del Sol à partir de Dubaï. Khalid Jaafar est quant à lui un protégé de Daniel Kinahan[7].

### Arrestation
Le 29 janvier 2020, Khalid J. est arrêté par les forces spéciales à Dubaï en coopération avec la Drug Enforcement Administration, Interpol, les autorités néerlandaises et émiratis,.
Lors de son arrestation, Khalid J. dit avoir été séquestré et torturé aux Émirats arabes unis pour livrer des informations sur son groupe ainsi que sur  le groupe de Ridouan Taghi. Ayant refusé de livrer des informations, un haut fonctionnaire d'Interpol est convoqué pour une réunion avec le criminel arrêté.
Quelques mois après son arrestation, Khalid J. écrit une lettre où il dit être toujours torturé en prison et d'avoir approuvé l'information fournie par un haut fonctionnaire d'Interpol sur le fait que Ridouan Taghi coopérerait avec le général iranien Qassem Soleimani. Ce dernier décède lors d'une attaque aérienne américaine dans l'aéroport de Bagdad. Il dit également avoir été obligé d'approuver cela car l'Iran et Dubaï étaient en pleine guerre politique.

### Ouvrages
Cette bibliographie est indicative.
 : document utilisé comme source pour la rédaction de cet article.
- (nl) Wouter Laumans, Wraak, Overamstel Uitgevers, 2019 (ISBN 9789048836215)